# Abdoulaye Naby Camara
Abdoulaye Naby Camara (ur. 1 stycznia 1994 w Konakry) – gwinejski piłkarz grający na pozycji środkowego obrońcy. Od 2017 jest piłkarzem klubu CI Kamsar.

## Kariera piłkarska
Swoją piłkarską karierę Camara rozpoczął w klubie ASFAG. W sezonie 2014/2015 zadebiutował w nim w drugiej lidze gwinejskiej. W debiutanckim sezonie awansował z nim do pierwszej ligi. W 2017 roku przeszedł do CI Kamsar. W sezonie 2020/2021 został z nim wicemistrzem Gwinei.

## Kariera reprezentacyjna
W reprezentacji Gwinei Camara zadebiutował 15 lipca 2017 w wygranym 3:1 meczu Mistrzostw Narodów Afryki 2018 z Gwineą Bissau, rozegranym w Bissau.